# حقل كونكو للغاز
حقل كونكو للغاز (بالإنجليزية: Conoco gas plant)‏ هو حقل غاز ونفط في محافظة دير الزور معروف في سوريا محليًا باسم معمل غاز الطابية لأنه يقع على رأس حقل غاز الطابية، الحقل قادر على إنتاج 450 مليون قدم مكعب (13 مليون متر مكعب) من الغاز الطبيعي يوميًا، ويرجع اسم كونكو لشركة تم إنشاؤها لبناء المحطة في عام 2000 وهي (Conoco Syrian DEZ Gas Ltd) أو اختصاراً CSDGL.
أطلق على الحقل اسم «مشروع CSDGL المتكامل للغاز» بعد فوز CSDGL بالعقد من شركة الغاز السورية المملوكة للدولة، عقد البناء والتشغيل والنقل الذي كانت مدته خمس سنوات يهدف إلى تسليم المصنع المكتمل والتشغيل إلى شركة الغاز السورية، وهو ما تم في 2005.
شركة كونوكو فيليبس الأمريكية ليس لها أي علاقة بالمصنع اليوم، وقد تم حل CSDGL بعد نقل المنشأة.

## السيطرة خلال الثورة السورية
- 2011 - تحت سيطرة الجيش السوري الحر - استولت عليه كتائب خشام وخط الجزيرة
- 2013 - تحت سيطرة جبهة النصرة
- 2014 - تحت سيطرة مجلس شورى المجاهدين (يناير - مايو)
- 2014 - تحت سيطرة تنظيم الدولة؛ وقد قام التنظيم بإصلاح وبيع الغاز في السوق العراقية؛ بنى التنظيم في الحقل مركز احتجاز.
- 2016 - دمرت غارة جوية أمريكية مباني عمليات المصنع لقطع العائدات المالية عن تنظيم الدولة 8 آذار / مارس 2016.[2]
- 2017 - تحت سيطرة قوات سوريا الديمقراطية في 22 أيلول / سبتمبر 2017.
- 2021 - قال المرصد السوري لحقوق الإنسان أن هناك قذيفة صاروخية استهدفت قاعدة لـ”التحالف الدولي” في حقل كونكو للغاز وأفاد المرصد أن الحقل تتخذه القوات الأمريكية قاعدة عسكرية لها.[3]